# Morimoto Júko
Morimoto Júko (森本 ゆう子; Hepburn: Morimoto Yuko) (Japán, 1974. január 6. –) japán válogatott labdarúgó.

## Klub
A Prima Ham FC Kunoichi csapatában játszott.

## Nemzeti válogatott
1993-ban debütált a japán válogatottban. A japán válogatott tagjaként részt vett az 1993-as és az 1997-es Ázsia-kupán. A japán válogatottban 10 mérkőzést játszott.

## Statisztika
| Japán válogatott | Japán válogatott | Japán válogatott |
| Időszak          | Mérk.            | gól              |
| ---------------- | ---------------- | ---------------- |
| 1993             | 2                | 0                |
| 1994             | 1                | 0                |
| 1995             | 0                | 0                |
| 1996             | 0                | 0                |
| 1997             | 5                | 2                |
| 1998             | 2                | 0                |
| Összesen         | 10               | 2                |

## Sikerei, díjai
Japán válogatott
- Ázsia-kupa:  Bronz; 1993, 1997